# Daimler Motor Company
La Daimler Motor Company es una histórica empresa automovilística inglesa, fundada en 1896 por Harry John Lawson. Es la fábrica de coches más antigua de Inglaterra, así como uno de los principales proveedores de la Casa Real Inglesa.
Ligada desde 1910 al grupo BSA, en 1960 fue adquirida por Jaguar Cars. En 1966 pasó a ser propiedad de BMC, en 1968 de su sucesora British Leyland, y en 1984 pasó de nuevo a manos de Jaguar. En 1989 fue vendida a Ford formando parte de Jaguar, y desde 2008 es propiedad del grupo Tata Motors, tras la compra por este último de la marca Jaguar.

## Historia

### Los años de independencia (1896-1910)

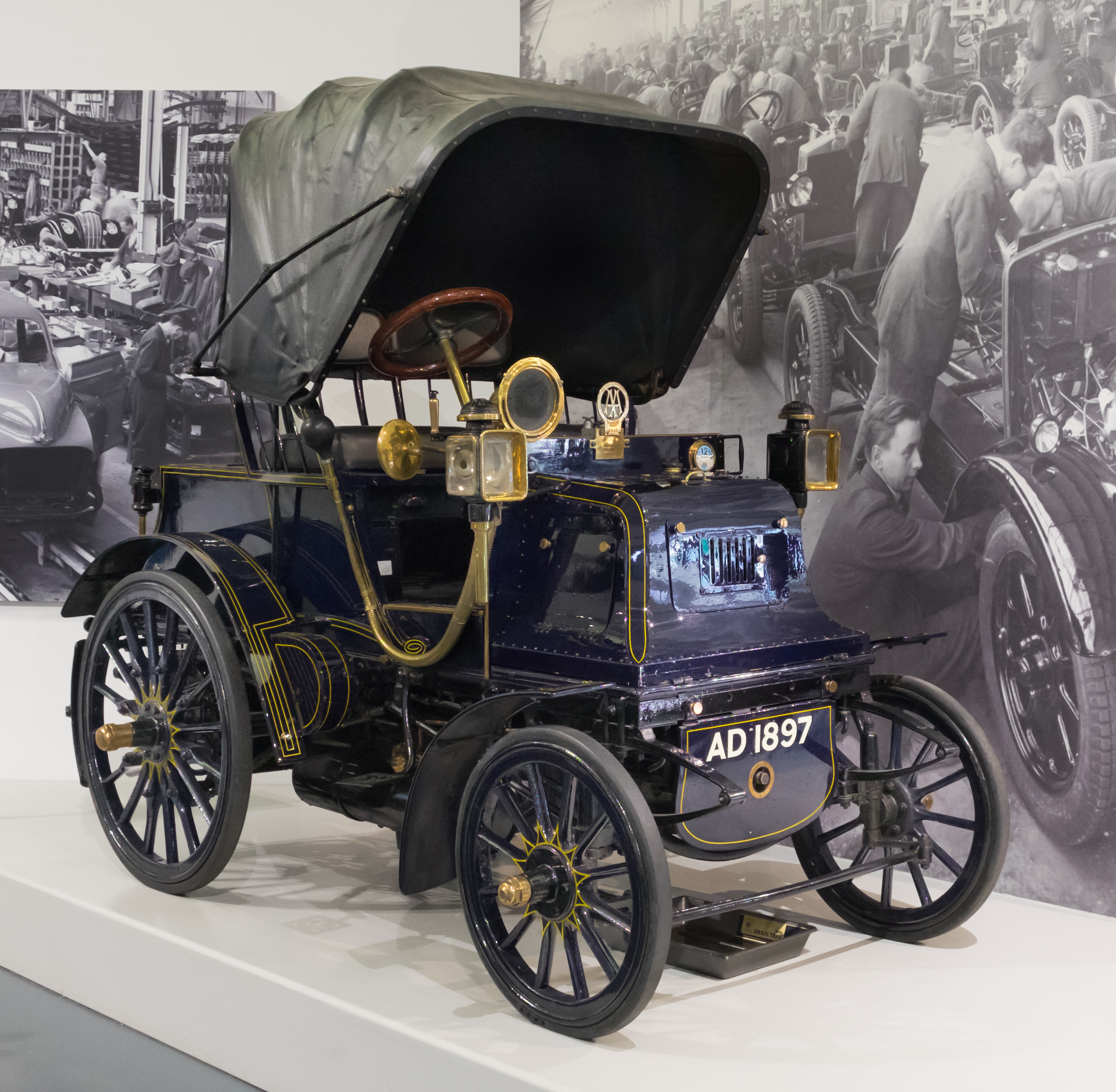
Daimler Grafton Phaeton construido en Coventry (1897)

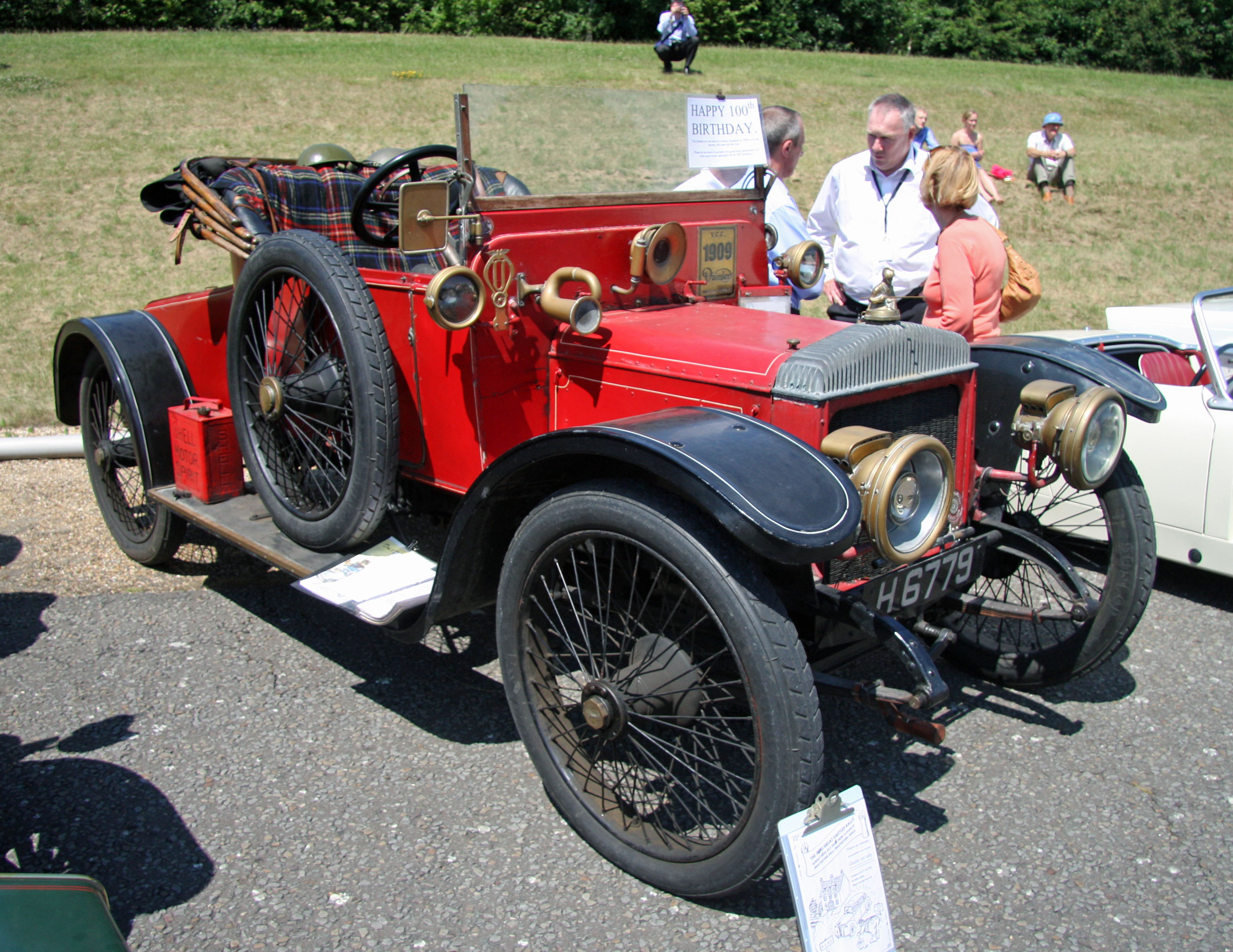
Un Daimler 22HP de 1909

El ingeniero Frederick Richard Simms estaba supervisando la construcción de un teleférico de su propio diseño para la Exposición de Bremen en 1889, cuando vio unos pequeños vagones de ferrocarril impulsados por los motores de Gottlieb Daimler. Simms, que había nacido de padres ingleses en Hamburgo y había crecido allí, se hizo amigo de Daimler, un anglófilo que había trabajado desde el otoño de 1861 hasta el verano de 1863 en la compañía Beyer Peacock en Gorton, Mánchester.
Simms introdujo los motores de Daimler en Inglaterra en 1890 para propulsar lanchas. En un acuerdo fechado el 18 de febrero de 1891, obtuvo los derechos para el Reino Unido y su Imperio de las patentes de Daimler. En junio de 1891, estableció una oficina en Londres en el 49 de Leadenhall Street y fundó la compañía de ingenieros consultores Simms & Co. El trabajo relacionado con Daimler se trasladó posteriormente a una nueva compañía, The Daimler Motor Syndicate Limited, que se formó el 26 de mayo de 1893.
En 1895 Harry J. Lawson, un empresario británico, adquirió a la empresa de Simms los derechos de las licencias del ingeniero alemán Gottlieb Daimler para construir vehículos equipados con su motor de explosión. El 14 de enero de 1896, mediante la compra de una planta industrial en Coventry, Lawson fundó la Daimler Motor Company iniciando, de hecho, la primera fábrica de coches en Gran Bretaña.
Ocho meses después del inicio de la actividad se habían producido 89 coches con motor de combustión interna, y en los primeros años del siglo XX, la gama de modelos producidos por Daimler experimentó un importante desarrollo, incluyendo modelos con potencias comprendidas entre 28 y 50 caballos.
Daimler ganó notoriedad cuando proporcionó un "22HP" al rey Eduardo VII, y desde entonces se convirtió en el principal proveedor de la Casa Real Británica, junto con su rival Rolls-Royce.
A partir de 1904 Daimler construyó un nuevo motor en línea de 4 cilindros y 2525 cm³ con válvulas laterales y distribución por árbol de levas de origen Panhard.

### Propiedad de BSA (1910-1960)
|  |
|  |

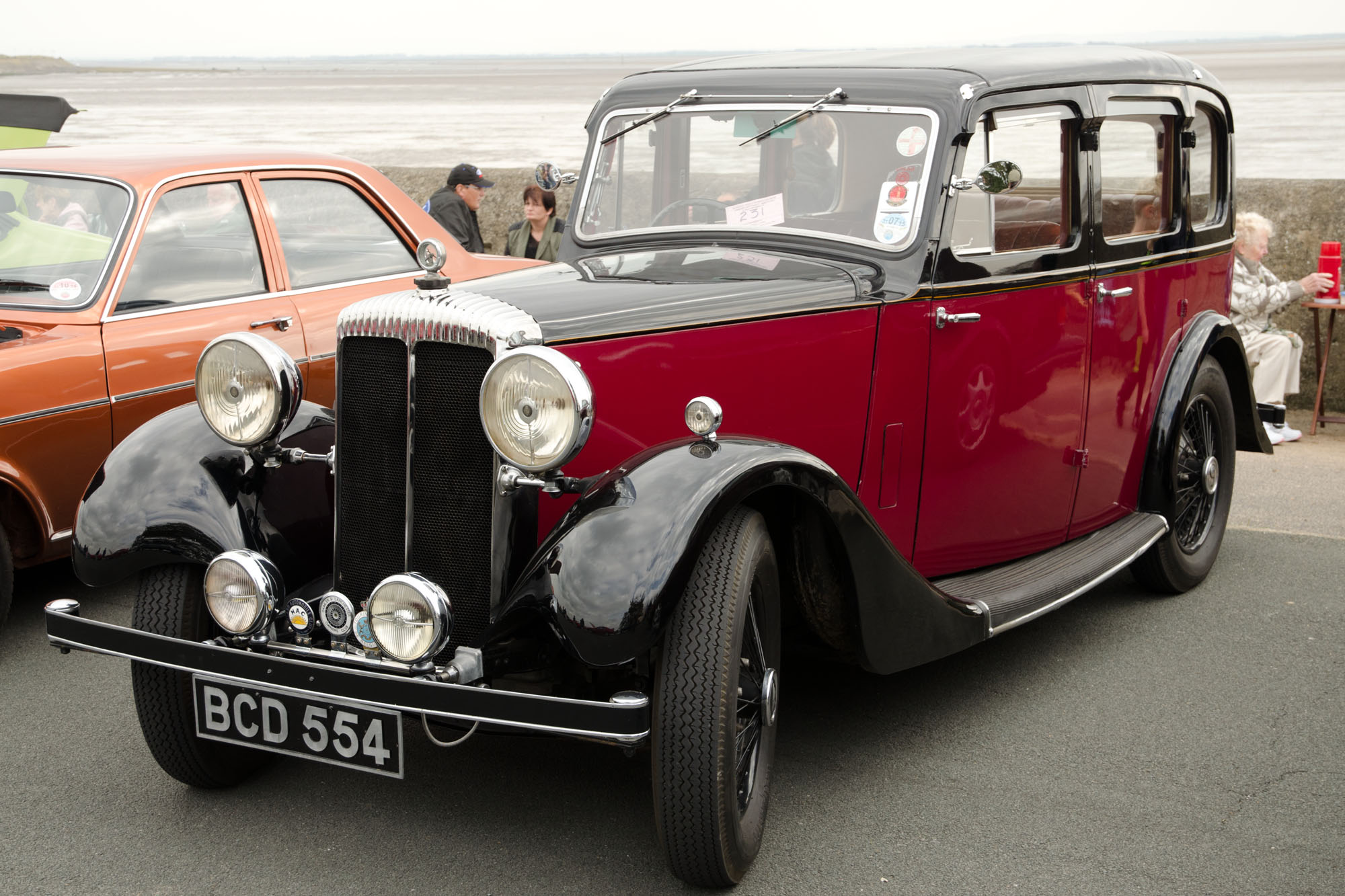
Daimler 15 hp (1935)

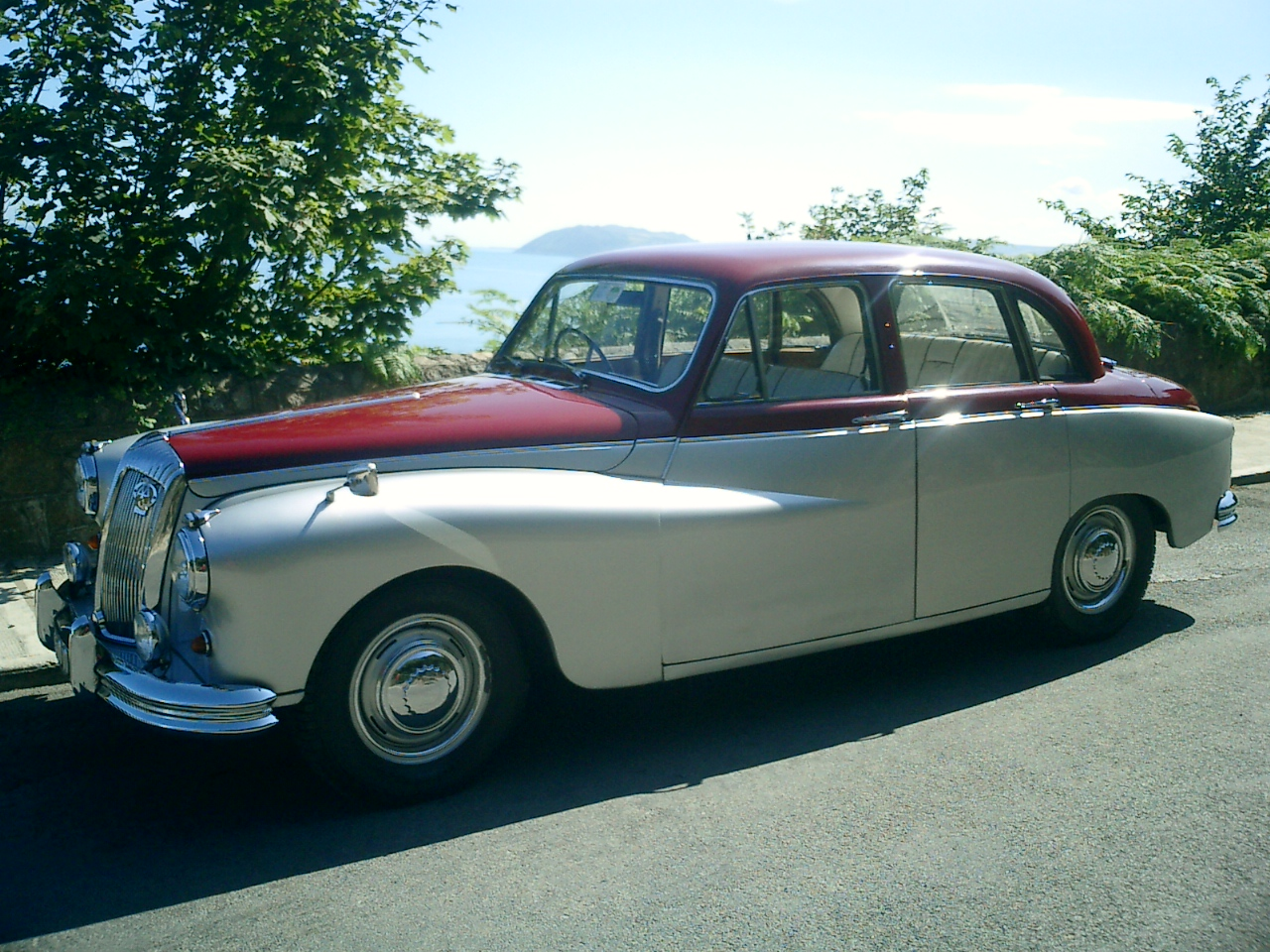
Un Majestic (1958)

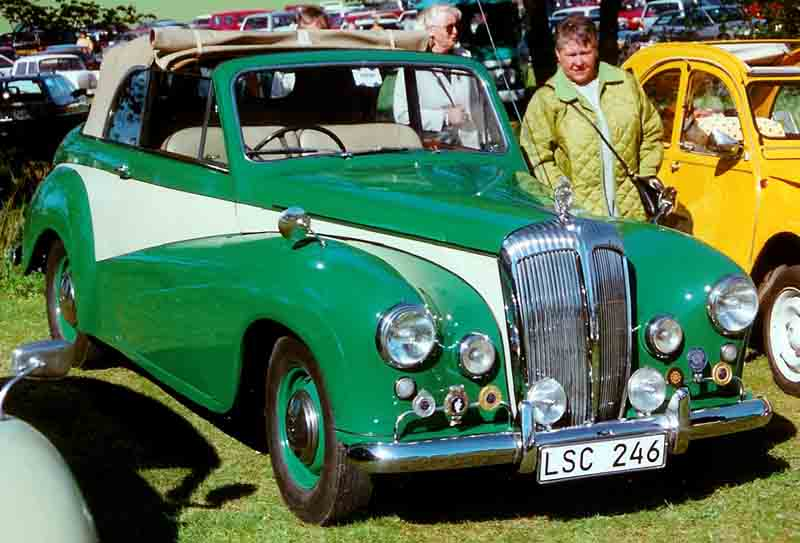
Un Conquest (1959)

En 1910, la compañía fue adquirida por el grupo Birmingham Small Arms Company (BSA), que pretendía reorganizar su producción de automóviles propios coordinándola con los modelos de Daimler y de Lanchester. Sin embargo, esta unión nunca se produjo de hecho, y las tres compañías continuaron fabricando automóviles de forma prácticamente independiente.
En 1925, Daimler introdujo un nuevo motor de diseño propio de seis cilindros en línea y carrera larga, dotado con un circuito de lubricante a presión, mientras que en 1926 fue lanzado un gran sedán Double Six con un nuevo motor V12. El 1929 fue un año de reflexión y Daimler dejó de construir temporalmente las carrocerías de sus automóviles, para centrarse únicamente en los chasis y motores.
En 1933, con la reintroducción del departamento de carrocerías, la producción también se extendió a la construcción de vehículos pesados. En el sector de la automoción, la innovación más importante de la época fue el "Straight Eight" de 1936, movido por un nuevo motor de 8 cilindros en línea de 4624 cm³.
Durante la Segunda Guerra Mundial, Daimler se adaptó a producción bélica. Se convirtió en un objetivo principal de los bombardeos alemanes de 1941, que golpearon con fuerza la ciudad industrial de Coventry, provocando la destrucción de plantas industriales pesadas y la pérdida de numerosas vidas.
La reanudación de la actividad en 1946 bajo la dirección de Bernard Docker, marcó el lanzamiento del Daimler Eighteen. La firma continuó siendo proveedora de la Casa Real de Inglaterra.
En 1958 se presentó el nuevo buque insignia: el Daimler Majestic, un sedán de dimensiones generosas, comercializada incluso en una versión de larga distancia entre ejes que sustituyó a los modelos anteriores DK400 y Regency.
Junto con el Majestic Major los nuevos sedanes pronto se unieron a una versión deportiva: el Conquest.
En 1959 se presentó el coche más inusual de toda la producción de Daimler: el SP 250 Dart con un motor de 2.547 cc y 140 CV, equipado con una original carrocería spyder de dos plazas realizada en plástico reforzado con fibra de vidrio. 
En un indicio de lo que acabaría siendo el declive de la empresa, a finales del año 1960 la Casa Real Británica finalizó su tradicional vinculación con Daimler, siendo sustituidos sus automóviles por modelos de Rolls-Royce a partir de entonces.

### Propiedad de Jaguar (1960-1966)

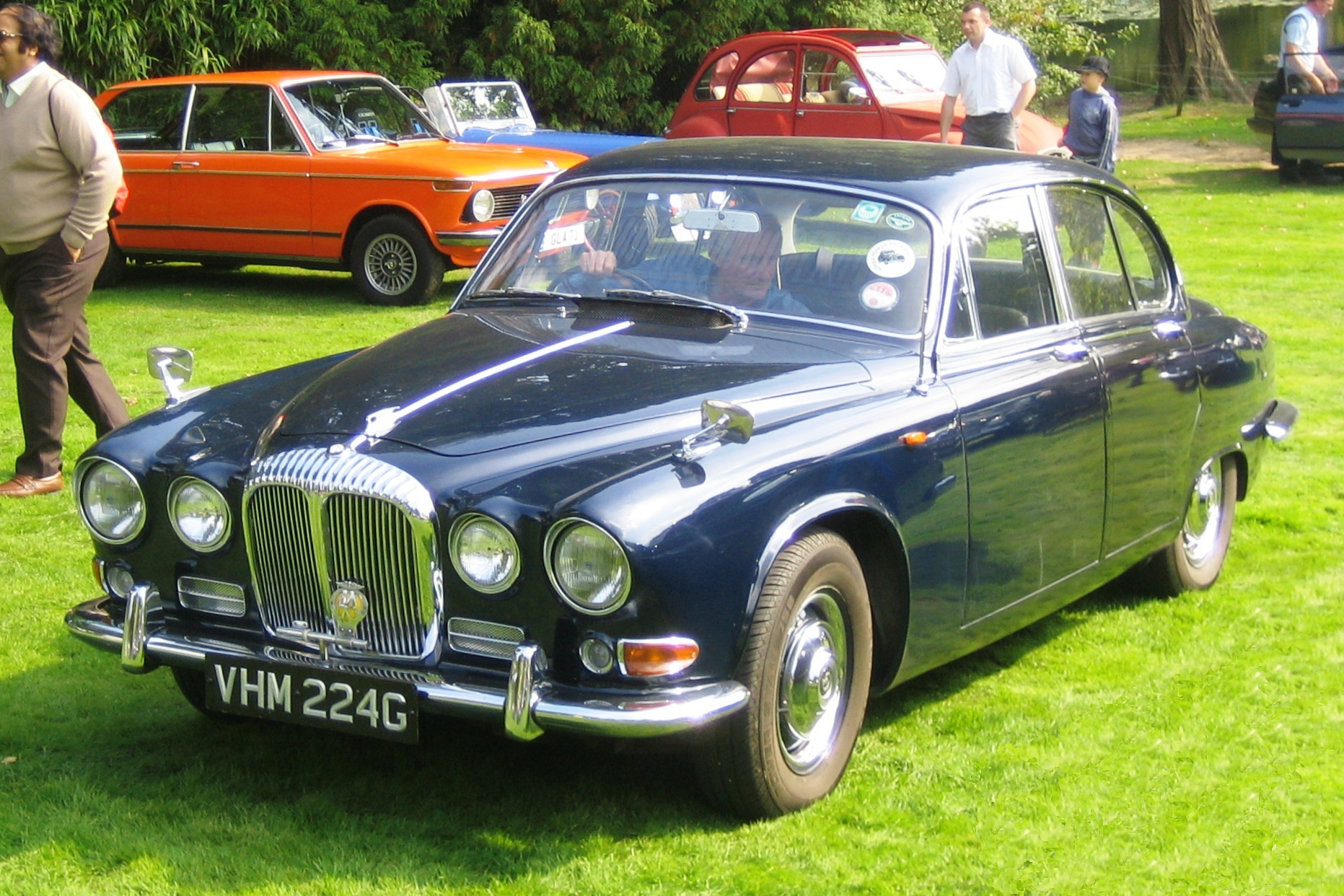
Un Sovereign (1966)

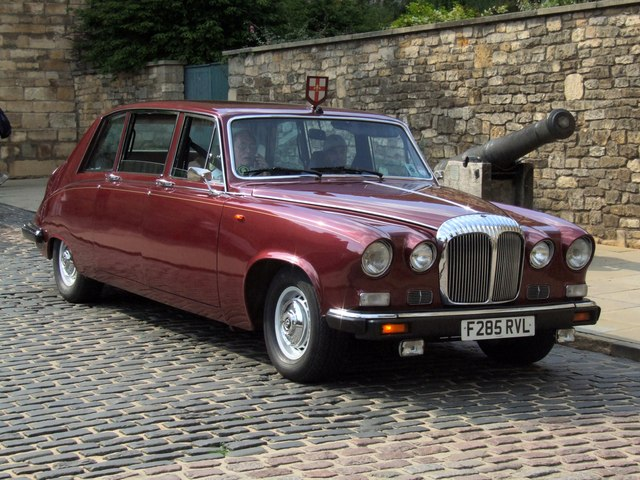
Uno de los numerosos DS 420 de la Casa Real Británica

En 1960, la casa fue comprada por Jaguar Cars al grupo BSA por 3.4 millones de libras. El último automóvil completamente Daimler fue el DR 450 de 1961, una versión limusina del Majestic Major. Los últimos modelos se fabricaron basándose en  los modelos de Jaguar y el logo de Daimler se convirtió en un simple marchamo de las versiones más prestigiosas de los correspondientes modelos de Jaguar.
Los modelos Daimler de Jaguar podían ser reconocidos por algunos detalles: además del monograma "D" o el logo en su totalidad, los elementos singulares eran la rejilla y la placa del portón trasero, con su típico perfil ondulado. Se prestaba una atención especial a los interiores y contaban con un diseño muy agradable y un uso extensivo de cuero fino, madera de raíz y el logotipo de Daimler colocado en el volante (en versiones posteriores, también aparecía bordado en el cuero de los reposacabezas).
El primer modelo de Jaguar con la marca Daimler fue el Sovereign de 1966, basado en el Jaguar 420. En 1968, sobre la base de este modelo, con el fin de enfrentarse a la competencia de su rival Rolls-Royce, Jaguar decidió desarrollar un gran sedán Daimler de representación, sustituyendo al DR 450 y al anticuado Majestic. Así nació el famoso DS 420: con un aspecto impresionante (incluso un poco fúnebre), fue una limusina con una carrocería específicamente desarrollada en la plataforma del 420 G alargada. La Casa Real Británica compró varias unidades, ampliamente utilizadas en distintos desfiles.
En 1967 llegó el turno del 250 V8, basado en el Jaguar 240.
El lanzamiento del Jaguar XJ en 1968 supuso de hecho la sustitución de todos los modelos anteriores de Jaguar y por lo tanto también de Daimler, que pasó a comercializarse con los modelos de prestigio Sovereign 4.2 y Double Six 5.3. Posteriormente también se hicieron algunas raras unidades con carrocería cupé.

### Propiedad de BMH (1966-1968)

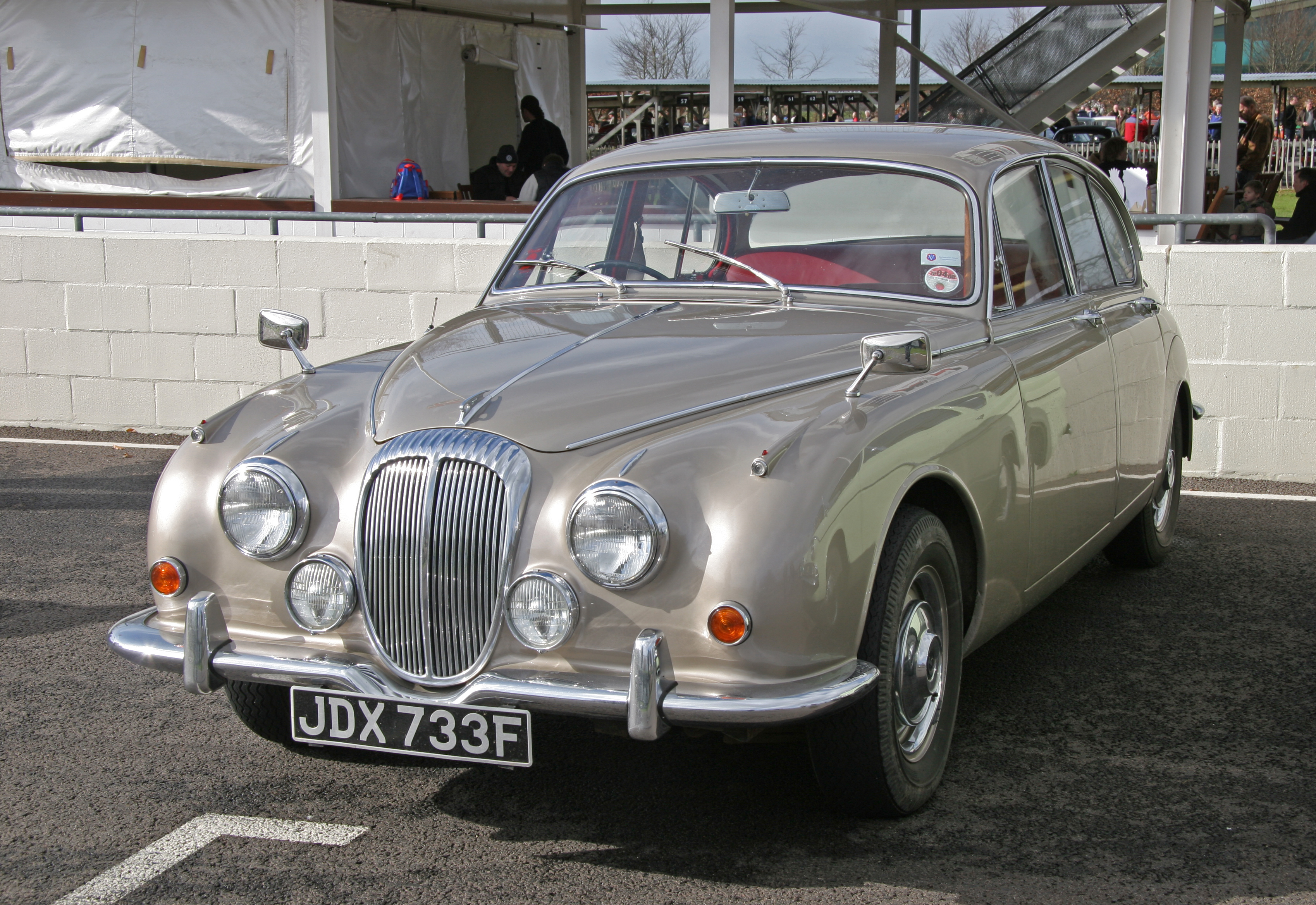
Un 250-V8 (1968)

Jaguar fue adquirida en 1966 por British Motor Corporation (BMC), los nuevos maestros de la "ingeniería de marcas", y unos meses más tarde, pasó a llamarse British Motor Holdings (BMH).
Razones y reacciones de Lyons
Aunque Jaguar se había diversificado al agregar a su grupo Guy trucks y Coventry-Climax después de Daimler, seguían dependiendo de la Pressed Steel para las carrocerías. Una vez que BMC tomó el control de Pressed Steel, el presidente de Jaguar, William Lyons, se vio obligado a someterse al control de BMC, aunque se mantuvo a la expectativa de que su antigua empresa conservara su propia identidad y llegó a quedar resentido de la posterior asociación con British Leyland. Más adelante, quedaría encantado con los logros de Sir John Egan y con la nueva independencia lograda en 1984.
Fin de la marca Daimler en los Estados Unidos
En 1967, la red de distribuidores de BMH en los Estados Unidos dejó de importar modelos Daimler, alegando que no había fondos suficientes en el presupuesto de publicidad del grupo para comercializar todas las marcas de BMH en los Estados Unidos.

### Propiedad de British Leyland (1968-1984)
Daimler DS420 Limusina

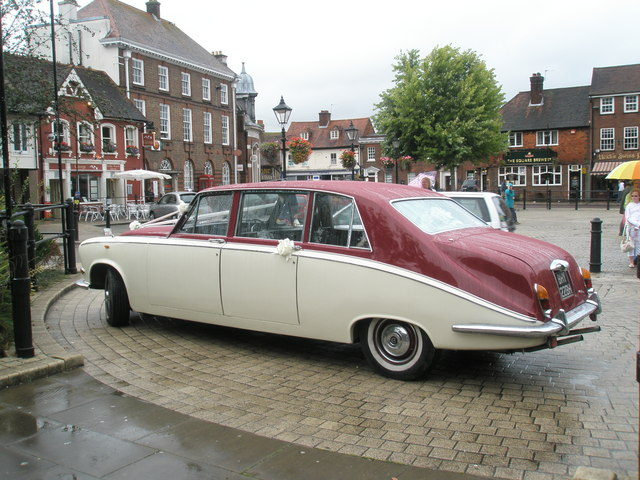
Daimler DS420 Limusina basado en el Jaguar Mark X

La limusina Daimler DS420 se introdujo en 1968 para reemplazar a los modelos Daimler DR450 y Vanden Plas Princess de BMC. El DS420 usó la carrocería monocasco del Jaguar Mk X con un techo rediseñado y una bandeja del suelo reforzada, extendida 21 pulgadas (53.3 cm) por detrás del asiento delantero. El alargado de las carrocerías del Mark X fue realizada por Motor Panels, una subsidiaria de Rubery Owen. El bastidor inferior con los elementos mecánicos estaba disponible para los constructores de automóviles como un "chasis desnudo" listo para usarse con una carrocería especializada, generalmente como coche fúnebre. La compañía Startin of Birmingham construyó más de 300 de estos coches fúnebres basados en el DS420. El acabado desde el metal desnudo, incluido el ensamblaje final y la personalización del interior, fue realizado por Vanden Plas, que anteriormente había diseñado el interior del modelo Princess para BMC.
El DS420 se retiró de la producción en 1992. Desde 1986, fue el último automóvil de producción en utilizar el motor Jaguar XK6. El último automóvil de la compañía Startin basado en el DS420 se entregó el 9 de febrero de 1994 al Sr. Slack, el director de una funeraria de Cheshire.
Aunque se basaba totalmente en componentes de Jaguar, el DS420 era exclusivo de Daimler. Estas limusinas, coches de bodas y funerales, así como los coches fúnebres realizados por constructores independientes, son la forma en que la que se recuerda la mayoría de los coches de Daimler.
Daimler Sovereign, Daimler Duoble-Six
Estas fueron las primeras series de vehículos que fueron Jaguar (Serie XJ) reconvertidos a la marca Daimler, pero que recibieron un acabado más lujoso y refinado. Por ejemplo, el Daimler Double-Six era un Jaguar XJ-12, la insignia de Daimler y la parte superior acanalada de su rejilla y manijas exteriores eran las únicas diferencias externas con el Jaguar, con accesorios interiores más lujosos y equipamiento estándar adicional, y con el logotipo de la marca en su interior.
|  |  |  |

Coche presidencial
Una estrategia para vender los modelos Daimler fue a través de la venta de flotas de Jaguar a los planteles de dirección de grandes empresas: Jaguar ofrecía incluir un Daimler, más prestigioso, para el presidente de la empresa.
De 1972 a 1974, el presidente de Jaguar Cars fue Lofty England, quien comenzó su carrera en la industria automotriz como aprendiz de Daimler de 1927 a 1932.
Rejillas estriadas en Europa continental y Estados Unidos
El nombre de Daimler dejó de usarse en Europa en la década de 1980, mientras que la gama más alta de Jaguar adoptó la designación de Sovereign. Esto provocó una gran demanda de piezas Daimler importadas como "kits de conversión" para transformar los modelos de Jaguar en Daimler. Al deducir de este mercado de kits de conversión que todavía existía una demanda de automóviles Daimler, Jaguar Cars recuperó la marca en Europa a finales de 1985.
Mientras tanto, en los Estados Unidos, Jaguar comercializó el modelo Vanden Plas con rejillas estriadas Daimler y huecos para la instalación de matrículas adecuados al mercado americano.

### Propiedad de Jaguar Cars (1984-1989)

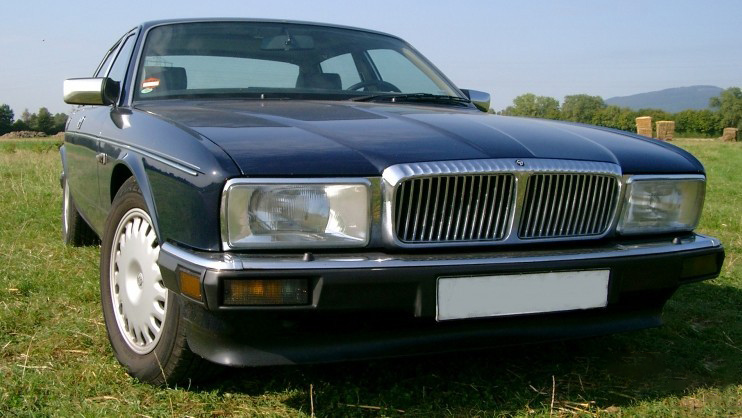
Daimler Six Europe specification
XJ40 produced 1986–1994

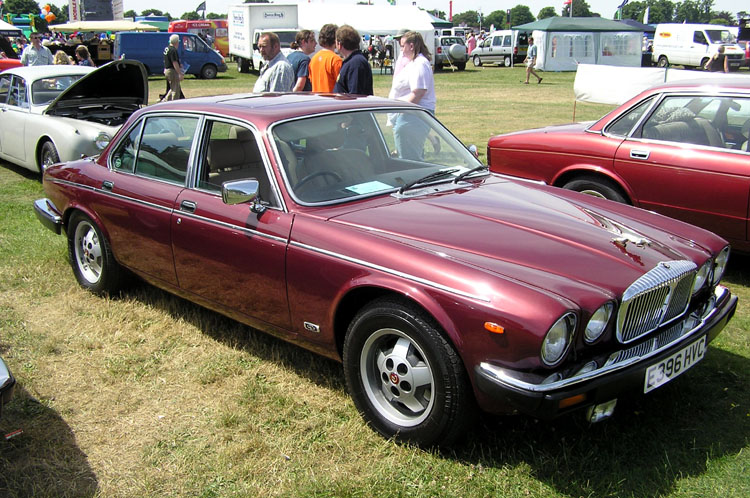
1988 Daimler Double-Six SIII; the V12 would not fit in the 1986-1992 XJ40

Si se quería que a Jaguar no le sucediera como a Daimler, convertida poco menos que en una marca icónica del pasado, se necesitaban inmensas cantidades de capital para desarrollar nuevos modelos y construir y equipar nuevas fábricas. Esto estaba más allá de la capacidad de BMH, ya entonces convertida en British Leyland. Se decidió sacar a la venta el negocio de Jaguar, obteniendo primero una cotización separada en la Bolsa de Valores de Londres para fijar un precio y luego asegurar una oferta exitosa para todas las acciones del negocio, procedente de un comprador con, o con acceso a, el capital necesario. Ese licitador resultó ser Ford.
En 1984, Jaguar alcanzó una producción récord de 36.856 coches, pero menos del 5% con la marca Daimler. Dos años después, la participación de Daimler había alcanzado el 11,5%, y habría sido casi del 23% si se hubiera incluido el modelo Vanden Plas vendido en los Estados Unidos.
Cuando el nuevo XJ40 entró en producción en 1986, la Serie III se mantuvo en producción otros seis años más hasta 1992 para alojar los grandes motores Double Six.

### Propiedad de Ford (1989-2007)

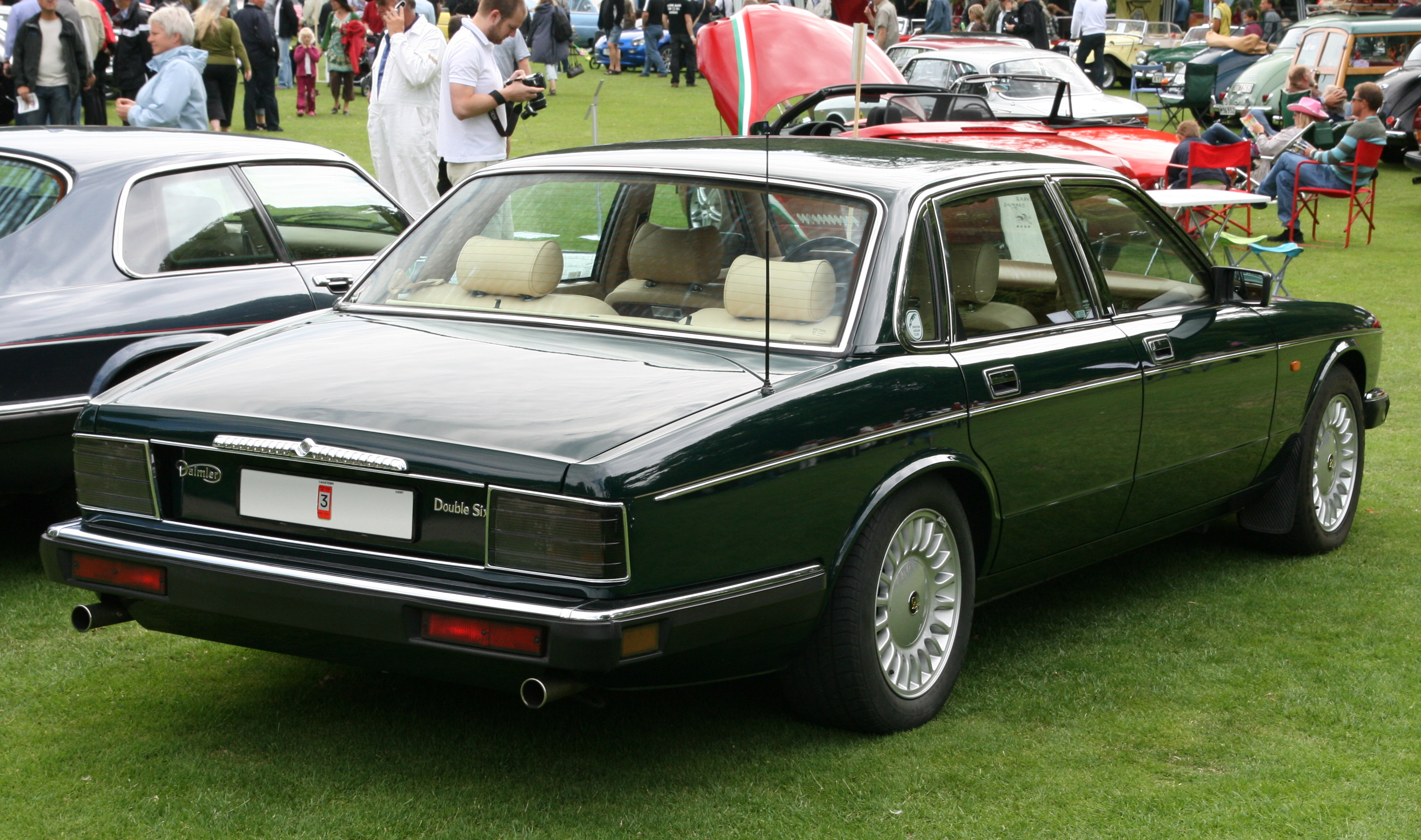
Daimler Double Six XJ81 para el mercado europeo, producido entre 1992 y 1994

En 1989, la Ford Motor Company pagó 1600 millones de libras para comprar Jaguar y con ello el derecho a usar el nombre Daimler. En 1992, Daimler (Ford) detuvo la producción del DS420 Limusina, el único modelo que era poco más que un Jaguar con los emblemas cambiados.
Cuando Ford compró Jaguar en 1990, la prensa británica mostró una imagen en color generada por ordenador de la propuesta de un "nuevo" automóvil Daimler, no solo un Jaguar XJ modificado.
Daimler siguió siendo el producto de prestigio de Jaguar en todos los países, excepto en los Estados Unidos, donde el Jaguar tope de la gama se conoce como "XJ Vanden Plas". Es posible que Jaguar tuviese el temor de que el mercado estadounidense confundiera a Jaguar Daimler con la compañía alemana Daimler AG.
Centenario
El centenario de Daimler se celebró en 1996 con la producción de una edición especial: 100 automóviles Double Six y otras 100 unidades con motor de seis cilindros en línea, con pintura y otros acabados especiales que incluían asientos traseros ajustables eléctricamente.
| X300 1994–1997 (unidades producidas) | SWB  | LWB  |
| ------------------------------------ | ---- | ---- |
| Daimler Six                          | 1362 | 1330 |
| Daimler Double Six                   | 1007 | 1230 |
| Daimler Century Six                  |      | 100  |
| Daimler Century Double Six           |      | 100  |

El único convertible de dos puertas y cuatro plazas construido en 1996 para conmemorar el centenario de Daimler, llamado Corsica, se basó en el sedán Daimler Double-Six. El prototipo, que carecía de motor, tenía todas las características de lujo del sedán estándar, pero con una distancia entre ejes más corta. Con una combinación de colores denominada Seafros, su nombre era una referencia al Daimler Double-Six de 1931, con una carrocería diseñada por Corsica. Jaguar Daimler Heritage Trust lo ha puesto fuera de servicio para que funcione como un automóvil de carretera totalmente operativo, y se exhibe en su museo de Browns Lane en Coventry.
Daimler Super V8
El año 1997 vio el final de la producción del Double Six. Fue reemplazado por la introducción de un motor V8 (Jaguar) y el nuevo automóvil recibió el nombre de Mark II XJ. El motor fue el único cambio significativo respecto al XJ40 anterior. El reemplazo para el Double Six fue el Super V8, sobrealimentado para compensar la pérdida de un tercio de la cilindrada del motor anterior.
| X308 1997–2003 (unidades producidas) | SWB | LWB  |
| ------------------------------------ | --- | ---- |
| Daimler Eight                        | 164 | 2119 |
| Daimler Super V8                     | 76  | 2387 |

Daimler Super Eight
Después de una pausa de tres años, se presentó en julio de 2005 un nuevo Daimler, el Super Eight. Tenía un novedoso chasis monocasco de aluminio prensado, con un motor sobrealimentado V8 de 4.2 que rendía 291 kW (390 caballos) y un par de 533 Nm a 3500 rpm. Este coche estaba basado en el Jaguar XJ (X350).
Después de numerosos modelos de la exitosa serie XJ de Jaguar, el último coche con la marca Daimler fue el Super Eight, una versión del Jaguar XJ del 2005, producida hasta 2009.

### Propiedad de Tata Motors (desde 2007)
A finales de 2007 (el anuncio formal se retrasó hasta el 25 de marzo de 2008), se supo que el Grupo Tata de la India había completado los acuerdos para comprar Jaguar (incluida Daimler) y Land Rover.
Tata había notificado a la prensa sus planes para relanzar adecuadamente la marca de automóviles más antigua de Inglaterra. En julio de 2008, Tata Group, los actuales propietarios de Jaguar y Daimler, anunciaron que estaban considerando transformar a Daimler en "una marca de súper lujo para competir directamente con Bentley y Rolls-Royce". Hasta principios de la década de 1950, a menudo se decía "la aristocracia compra a Daimler, los nuevos ricos compran Rolls-Royce".
Una solicitud para registrar el nombre de Daimler como marca registrada en los Estados Unidos, se rechazó en 2009.
Estado actual
The Daimler Company Limited, rebautizada  en diciembre de 1988 como The Daimler Motor Company Limited, todavía está registrada como empresa en activo y las cuentas se presentan cada año, aunque actualmente está calificada como "no comercial".
Antes del 5 de octubre de 2007, Jaguar, aunque todavía estaba controlada por Ford, llegó a un acuerdo para permitir la extensión de su uso del nombre "Daimler" tras la disolución de DaimlerChrysler. El anuncio de este acuerdo se retrasó hasta finales de julio de 2008 y fue realizado por el nuevo propietario de Jaguar, Tata.
En 2007, el uso de la marca Daimler por parte de Jaguar se limitó a un modelo, el Super Eight, que iba a ser el último modelo de Daimler en producirse.
En 2009, Jaguar perdió el derecho de marca registrada con el nombre de Daimler en los Estados Unidos.

## Vehículos pesados

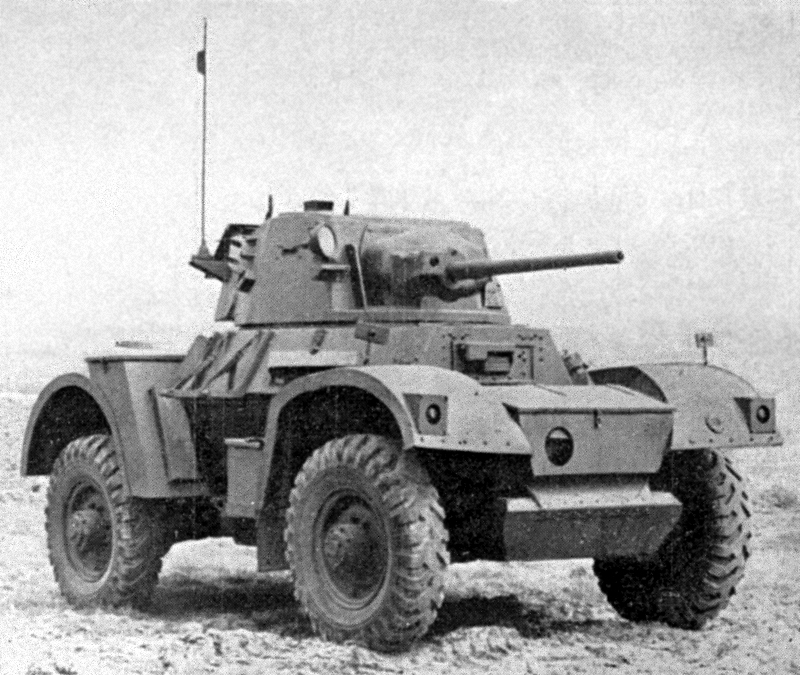
Un auto blindado Daimler de 1936.

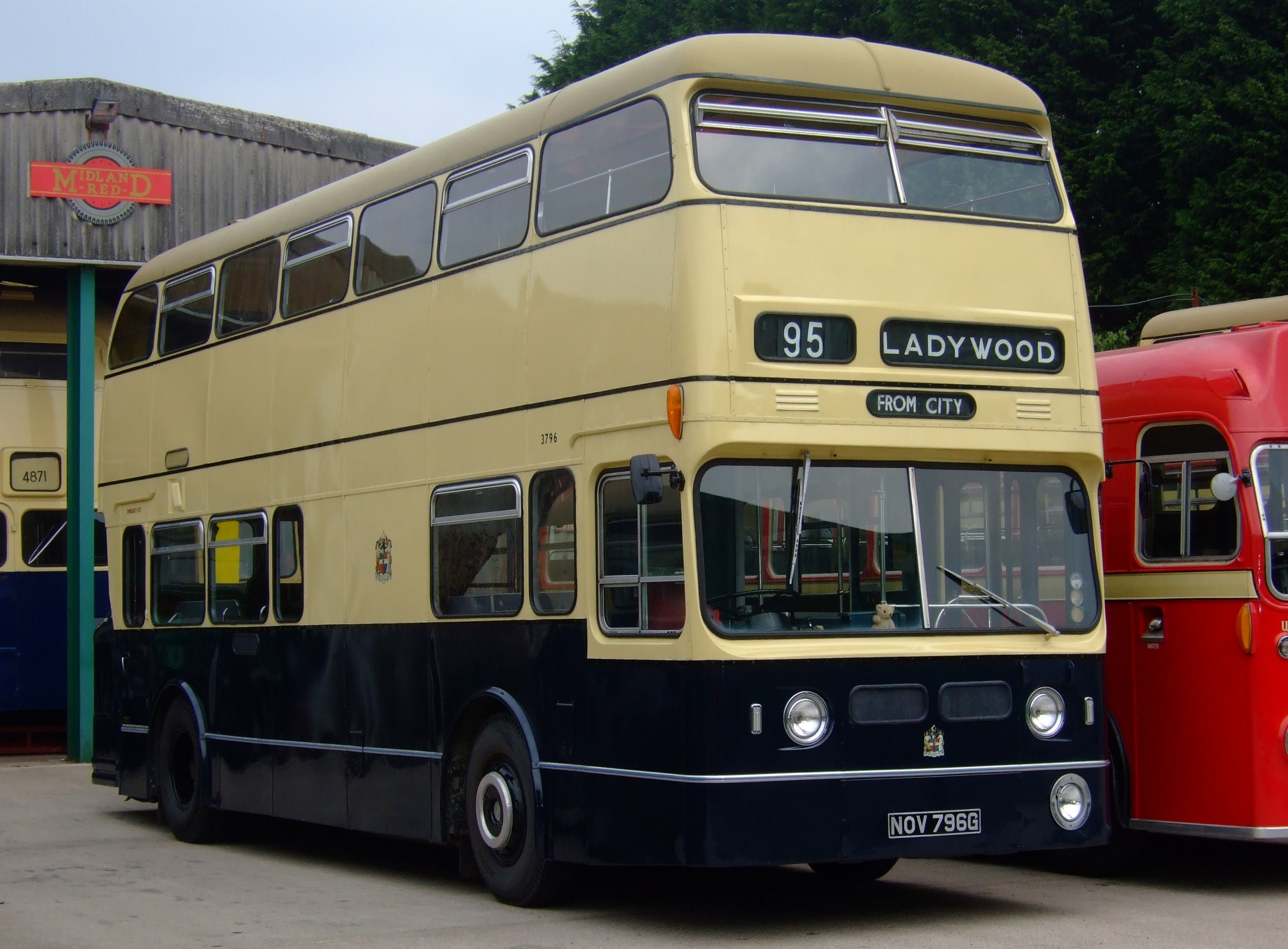
Un Fleetline del 1968.

A partir de 1933, con la reintroducción de la construcción de las carrocerías, la producción de la Daimler se extendió también a la construcción de vehículos blindados, camiones, ambulancias, autobuses y trolebuses, pasando a convertirse en un sector productivo de importancia.
En el ámbito militar Daimler produjo durante varios años el conocido Automóvil blindado Daimler, un vehículo de reconocimiento suministrado al Ejército Británico pero utilizado por más de 36 países del mundo.
La mayoría de los vehículos pesados producidos para uso civil eran autobuses, en particular el típico autobús de dos pisos. La producción de estos vehículos incluía la realización de motores diésel específicos, chasis y carrocería, y se mantuvo hasta el comienzo de los años 1980. El modelo más popular era el CR Fleetline, producido en varias versiones desde 1960 a 1981 en la factoría de Eastern Coach Works; que fue ampliamente utilizado por la TFL de Londres y muchas otras empresas de transporte público locales, incluidas las de las ciudades de Birmingham y de Hong Kong.
El último Fleetline fue construido en la planta de Radford (Coventry) en 1973, después de lo cual el resto de la producción en la planta fue trasladado a British Leyland Farington, y algunos de estos autobuses salieron de fábrica con la marca Leyland.

## Modelos

Daimler 22 hp, con motor de 4 cilindros, 4503cc y 45 mph, que fue propiedad de Sir Thomas Lipton (1903)

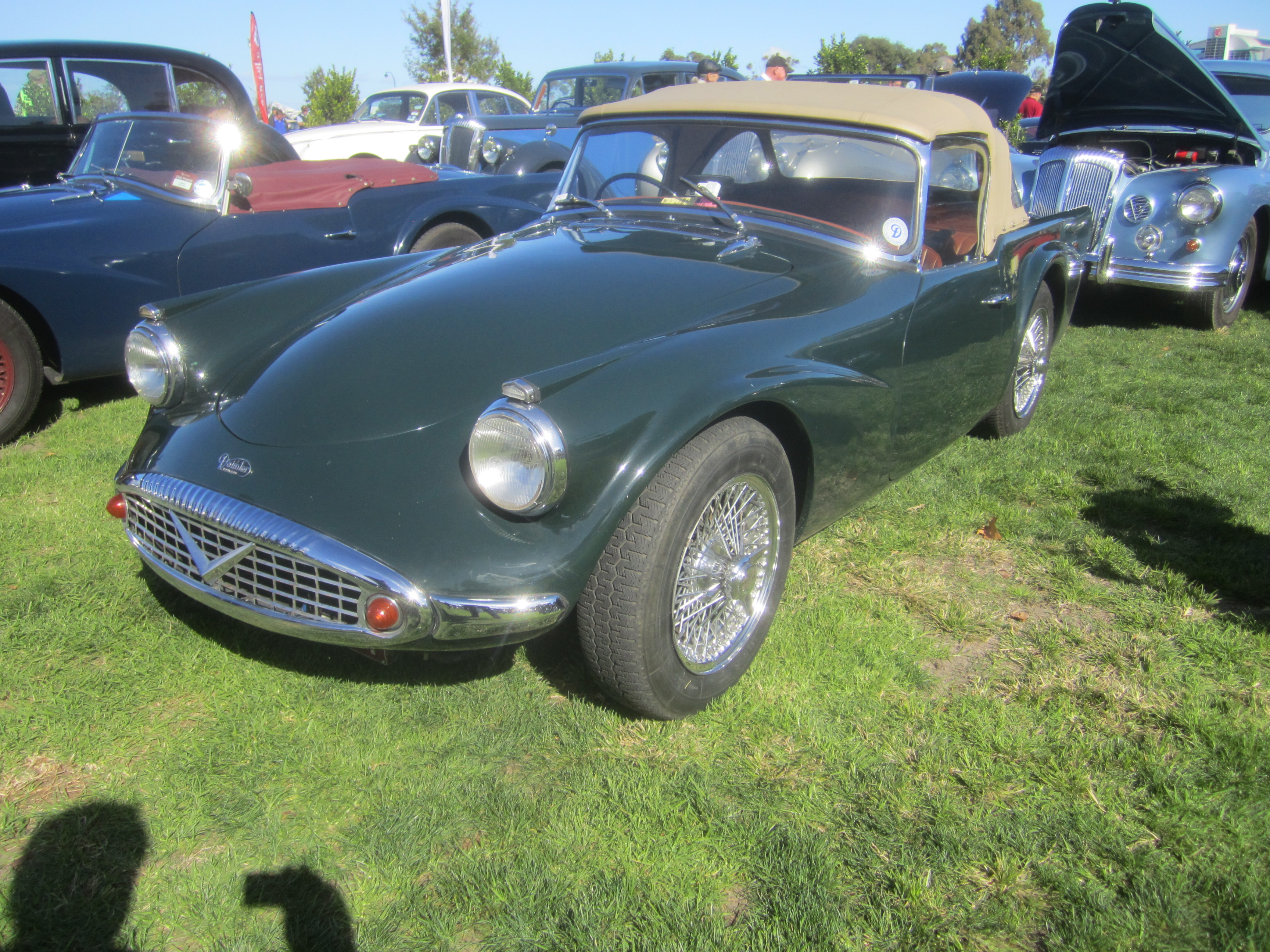
Daimler SP250 (1961)

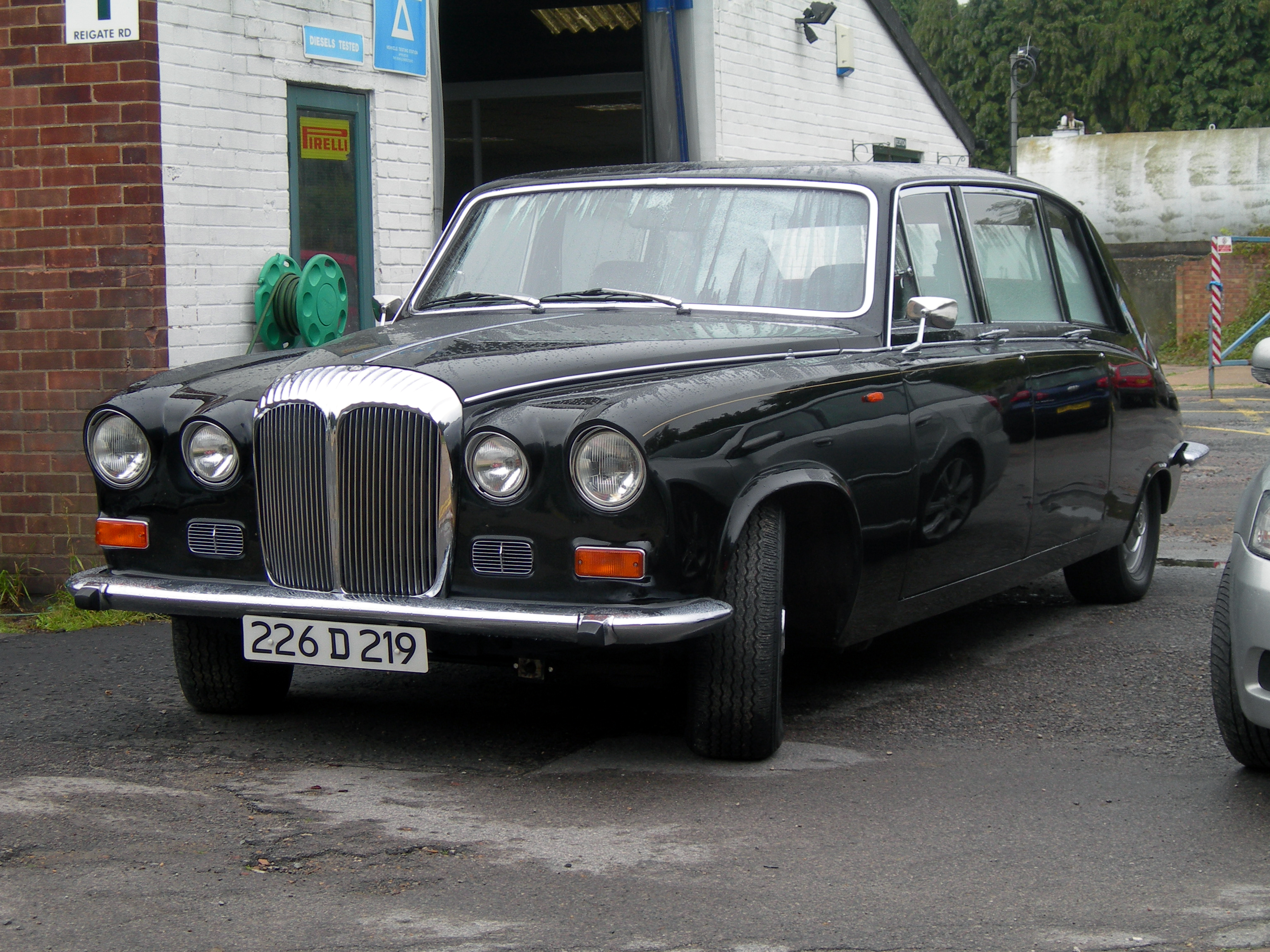
Daimler DS-420 (1968)

A continuación figura una lista de algunos de los modelos más destacados producidos por Daimler:

### Automóviles completamente Daimler
- 22HP
- Double Six
- Straight Eight
- Eighteen
- Conquest
- Majestic / Majestic Major
- SP250 Dart
- DR 450

### Automóviles Daimler construidos bajo la dirección de Jaguar
- DS 420
- Sovereign
- 250 V8
- Sovereign 4.0
- Sovereign 4.2
- Double Six
- Supercharged
- Super V8
- Super Eight